# Khu đô thị Ngã Năm – Sân bay Cát Bi
Khu đô thị mới Ngã năm-Sân bay Cát Bi là một khu đô thị mới nằm phần lớn trên địa bàn quận Ngô Quyền, một phần thuộc quận Hải An của thành phố Hải Phòng.

## Quá trình hình thành
Để phát triển thành phố Hải Phòng tương xứng với vị thế là một đô thị loại 1, thành phố trực thuộc trung ương, là trung tâm thương mại công nghiệp, dịch vụ của vùng duyên hải bắc bộ, theo quy hoạch tổng thể xây dựng đô thị Hải Phòng tới năm 2020 đã được Thủ tướng Chính phủ phê duyệt, thành phố chủ trương ưu tiên đầu tư xây dựng các khu đô thị mới. Dự án đầu tư phát triển hạ tầng kỹ thuật Khu đô thị mới Ngã Năm - Sân bay Cát Bi khởi công vào năm 1997, là một trong những dự án lớn đầu tiên được thực hiện để đáp ứng chủ trương đó. Với quy mô 300ha, tổng mức đầu tư khoảng 1.881 tỷ đồng, đây là một khu đô thị hiện đại, liên hoàn, đa chức năng, đáp ứng nhu cầu về nhà ở, nhà làm việc và các công trình phúc lợi công cộng. Trong đó, quận Ngô Quyền đóng góp 190 ha, một phần của các phường trong quận là Đông Khê, Lạc Viên, Gia Viên, Máy Tơ, Cầu Tre, Đằng Giang, Vạn Mỹ, còn lại là của quận Hải An.
Tuyến đường trục chính Lê Hồng Phong rộng 64 m dài 5,29 km nối trung tâm thành phố với sân bay Cát Bi là xương sống của khu đô thị. Hiện nay hai bên đường đã hình thành nhiều khu dân cư, trung tâm thương mại, các cao ốc văn phòng, trụ sở các công ty hoạt động trên địa bàn thành phố, tuy vậy đây vẫn được coi là dự án chậm tiến độ, chậm giải phóng mặt bằng và chậm lấp đầy diện tích.

## Các dự án trong khu đô thị
- Trung tâm thương mại Thùy Dương Plaza[2]
- Trung tâm thương mại Hải Phòng Plaza[2]
- Trụ sở cục Hải quan Hải Phòng[2]
- Trung tâm thương mại Cát Bi plaza.
- Trụ sở Tòa án và Viện kiểm sát thành phố
- Kho bạc thành phố
- Siêu thị Big C chi nhánh Hải Phòng
- Trụ sở các công ty máy tính: CPN, Hoàng Cường, Hoàng Phát
- Hồ điều hòa Phương Lưu
- Cơ sở mới của trường THPT chuyên Trần Phú, Hải Phòng